# Sybra postmaculata
Sybra postmaculata là một loài bọ cánh cứng trong họ Cerambycidae.